# 양의식
양의식(1966년 2월 20일 ~)은 대한민국의 모델이자 현재는 아시아모델페스티벌조직위원회 회장이다. 전 한국모델협회 10대~13대까지 회장직을 역임하였다.  1984년 ㈜도투락 아이스크림 CF 주연으로로 첫 데뷔를 하여 조선맥주, 크라운맥주, 빌트모아, 기아자동차, 현대전자, 쌍용자동차 등 15년동안 150여편의 CF와 400회 이상의 잡지, 카달로그 촬영을 한 모델이였다. 모델 은퇴 후 인스타즈 커뮤니케이션 아카데미를 통해 신인 및 후배양성을 하였으며, 1999년 전남과학대학 모델이벤트과를 시작으로 대덕대학을 거쳐 서울에 소재되어 있는 서경대학교 모델과를 개설하여 현재는 대학원 초빙 교수로 재직 중이다.

## 경력
모델
- 1984년 (주)도투락 lcecream CF 주연으로 모델 데뷔
- 1988년 (주)조선맥주, 크라운 맥주 1년 전속모델
- 1995년 코닥필름 글로벌 TV CF 촬영
- 삼성물산 ‘빌트모아’ 5년 전속모델
- 기아자동차 ‘프라이드’ CF, 현대전자 ‘기업 PR’ CF, 쌍용자동차 ‘무쏘’ CF 등 총 150편 이상

TV CF 주연
- 삼성물산 ‘빌트모아’ 코오롱 ‘맨스타’ 등 패션카다로그 모델로 400회 이상 출연

모델관련 경력
- 1996년 ~ 2005년 ㈜인스타즈 커뮤니케이션 대표이사, 사장
- 2005년 ~ 현재 (사)한국모델협회 회장
- 2006년 한국모델상 시상식 및 한류 패션쇼 주최•주관
- 2006년 SBS 슈퍼모델대회 심사위원
- 2007년 한국 모델상 시상식(한.중.일) 주최•주관
- 2007년 SBS 아시아 태평양 슈퍼모델대회 공동주관
- 2007년 (재)국제문화산업교류재단 이사
- 2008년 아시아모델상시상식 주최•주관(아시아 6개국 참여)
- 2008년 몽골 슈퍼모델 선발대회 심사위원장
- 2008년 아시아 슈퍼모델대회 심사위원(중국 광서TV 주최)
- 2009년 아시아모델상시상식 주최•주관(아시아 11개국 참여)
- 2009년 몽골 슈퍼모델 선발대회 심사위원장
- 2009년 아시아 슈퍼모델대회 심사위원(중국 광서TV 주최)
- 2009년 SBS 아시아 태평양 슈퍼모델대회 심사
- 2010년 아시아모델상시상식 주최•주관(아시아 13개국 참여)
- 2010년 몽골 슈퍼모델대회 선발대회 심사위원장
- 2011년 아시아모델상시상식주최•주관(아시아 13개국 참여)
- 2011년 몽골 슈퍼모델대회 선발대회 심사위원장
- 2011년 중국 장춘슈퍼카모델선발대회 심사위원.
- 2011년 아시아뉴스타모델선발대회 개최
- 2012년 아시아모델상시상식 주최•주관(아시아 13개국 참여)
- 2012년 아시아뉴스타모델선발대회 개최
- 2012년 아시아 美 페스티벌 개최
- 2013년 아시아모델상시상식 주최•주관(아시아 15개국 참여)
- 2013년 아시아뉴스타모델선발대회 개최
- 2013년 아시아 美 페스티벌 개최
- 2014년 아시아모델상시상식 주최•주관(아시아 15개국 참여)
- 2014년 아시아뉴스타모델선발대회 개최
- 2014년 아시아 美 페스티벌 개최
- 2015년 아시아모델상시상식 주최•주관(아시아 20개국 참여)
- 2015년 아시아뉴스타모델선발대회 개최
- 2015년 아시아 美 페스티벌 개최
- 2016년 아시아모델상시상식 주최•주관(아시아 25개국 참여)
- 2016년 아시아뉴스타모델선발대회 개최
- 2016년 아시아 美 페스티벌 개최
- 2017년 아시아모델상시상식 주최•주관(아시아 27개국 참여)
- 2017년 페이스 오브 아시아 개최[ 구)아시아뉴스타모델선발대회]
- 2017년 아시아 美 페스티벌 개최
- 2018년 아시아모델상시상식 주최•주관(아시아 27개국 참여)
- 2018년 페이스 오브 아시아 개최
- 2018년 아시아 美 페스티벌 개최
- 2018년 평창동계올림픽대회 & 패럴림틱대회 아시아전통복 패션쇼 개최(아시아 25개국 참여)
- 2019년 아시아모델상시상식 주최•주관(아시아 23개국 참여)
- 2019년 페이스 오브 아시아 개최
- 2019년 아시아 美 페스티벌 개최
- 2020년 아시아모델상시상식 주최•주관(아시아 25개국 참여)
- 2020년 언택트 페이스 오브 아시아 개최
- 2021년 아시아모델상시상식 주최•주관(아시아 25개국 참여)
- 2021년 언택트 페이스 오브 아시아 개최
- 2022년 아시아모델상시상식 주최•주관(아시아 24개국 참여)
- 2022년 페이스 오브 아시아 개최
- 2022년 아시아 오픈 컬렉션 개최[ 구)아시아 美 페스티벌]
- 2023년 아시아모델상시상식 주최•주관(아시아 24개국 참여)
- 2023년 페이스 오브 아시아 개최
- 2023년 아시아 오픈 컬렉션 개최
- 2024년 아시아모델상시상식 주최•주관(아시아 24개국 참여)
- 2024년 페이스 오브 아시아 개최
- 2024년 아시아 오픈 컬렉션 개최
- 2025년 20회 아시아모델페스티벌 개최 예정(아시아 27개국 참여예정)

## 강의 경력
- 1999년 6월 ~ 2003년 6월 전남과학대학 모델이벤트과 겸임교수
- 2004년 4월 ~ 2011년 9월 대덕대학 모델과 조교수, 학과장
- 2011년 9월 ~ 2013년 8월 서경대학교 모델연기전공 개설 / 주임교수
- 2017년 4월 ~ 현재 서경대학교 대학원 초빙교수

## 저서
| - 《아시아는 스무살》(2023.11.03 수동예림)ISBC 9791167 331045 - 《톱모델이 되는 길》(2009.02.03 중앙북스)ISBC 9788961888424 - 《MODEL CREBIZ》(2003.05.09 징검다리) ISBC 8988246497 - 《모델전략》(2001.06.17 징검다리) ISBC 8988246322 - 《모델.COM》(2000.06.17 징검다리) ISBC 8988246241 |

## 전직 및 현직
| - 전) (주) 인스타즈 커뮤니케이션 대표이사( 1995~2005 ) (모델•연기학원 / 모델에이젼시 / 연예매니지먼트 / 대전점, 광주점 지점 개설) - 전) 대덕대학교 모델과 조교수, 학과장 - 전) 대덕대학교 개방 이사 - 전) 아시아모델페스티벌조직위원장(파운더) - 전) SBS슈퍼모델선발대회 심사위원 - 전) 아시아슈퍼모델대회 심사위원(중국 광서 TV 주최) - 전) (재)국제문화산업교류재단 이사 - 전) (사)한국대중문화예술산업총연합 3대회장 - 전) 사단법인 한국모델협회 제10대 ~ 13대 회장 - 전) (재)한국문화산업교류재단 이사 - 전) kt ENA 사외이사 - 현) 서경대학교 대학원 초빙교수 - 현) 사단법인 아시아모델페스티벌조직위원회 제1대 회장 |

## 참고 문헌
- 한국모델협회 양의식 회장 "모델은 그 나라의 패션과 뷰트 산업 발전의 척도이자 아이콘"[깨진 링크(과거 내용 찾기)]《한국경제》 2018.04.19
- [피플]"'모델로드'로 아시아의 뉴미디어 콘텐츠 주도권을 잡아라" 한국모델협회장 양의식《무비스트》 2018.04.11
- 한국모델협회 양의식 회장“아시아모델로드로 모델한류 펼쳐갑니다”《한국경제》 2012.02.20
- 한국모델협회 양의식 회장 “아시아모델로드로 모델한류 펼쳐갑니다”《한국경제》2012.01.19
- 양의식 회장 '세계속의 한국의 미 여러분께 선보입니다~' 보관됨 2016-03-04 - 웨이백 머신《아츠뉴스》2012.01.17
- 한국모델협회 양의식 회장, 서경대학교 모델연기전공 주임교수로 임용《아츠뉴스》2012.01.17